# Камалов, Сабир Камалович
Сабир Камалович Камалов (узб. Собир Камолович Камолов, Sobir Kamolovich Kamolov; 19 апреля (2 мая) 1910, Ташкент, Ташкентский уезд, Сырдарьинская область, Туркестанский край, Российская империя — 6 июня 1990, Ташкент, Узбекская ССР, СССР) — советский государственный и партийный деятель узбекского происхождения. Первый секретарь ЦК КП Узбекистана (1957—1959).

## Биография
Родился в Ташкенте, в семье рабочего. По национальности каракалпак. 

### Образование
В 1936 окончил Ташкентский институт марксизма-ленинизма.
В 1949 окончил Высшую партийную школу при ЦК ВКП(б).

### Трудовая деятельность
С 1925 по 1929 год рабочий-строитель (маляр, штукатур) на поденных работах в Ташкенте. В 1926 вступил в ВЛКСМ, в 1931 в ВКП(б).
- В 1929—1930 годах — пропагандист партийного кабинета Октябрьского райкома КП(б)Узбекистана (Ташкент)
- В 1930—1936 годах — на комсомольской работе: в 1930 секретарь Новобухарского райкома ЛКСМ Узбекистана, в 1931—1933 — заместитель заведующего, заведующий массово-экономическим отделом Среднеазиатского крайкома ВЛКСМ, в 1933—1936 годах — 1-й секретарь Каракалпакского обкома ЛКСМУз.

С 1937 года — на руководящей партийной и советской работе.
- В 1936 году, по окончании учебы в Ташкентском института марксизма-ленинизма, избирается 1-м секретарем Ташлакского райкома КП(б)Уз Ферганской области.
- В 1937—1938 годах — 1-й секретарь Маргеланского райкома КП(б)Уз Ферганской области.
- В 1938 году — заведующий сельскохозяйственным отделом Ферганского обкома КП(б)Уз.
- В 1938—1939 годах — 2-й секретарь Ферганского обкома КП КП(б)Узбекистана.
- В 1939—1940 годах — народный комиссар земледелия Узбекской ССР.
- В 1940—1941 годах — заместитель Председателя Совнаркома Узбекской ССР.
- В апреле 1941— октябре 1946 — 1-й секретарь Каракалпакского обкома КП(б)Узбекистана.
- В 1946—1949 годах — слушатель ВПШ при ЦК ВКП(б).
- В сентябре 1949 — апреле 1950 — 1-й секретарь Ферганского обкома КП КП(б)Узбекистана.
- В 1950—1955 годах — секретарь ЦК КП Узбекистана.
- С 22 декабря 1955 по 30 декабря 1957 года — Председатель Совета Министров Узбекской ССР.
- 28 декабря 1957 года в ходе VI чрезвычайного пленума избран Первым секретарем КП Узбекистана взамен Н. А. Мухитдинова (в связи с избранием последнего секретарем ЦК КПСС). Как и Мухитдинов, считается представителем «ташкентского» клана[1].

По мнению исследователей, при С. К. Камалове в республике началась масштабная коренизация кадров. Местное население воспринимало ее как начало эпохи национального «предвозрождения», отличительным признаком которой стали попытки соблюдения мусульманских обрядов: обрезание, бракосочетание и погребение умерших по обычаям предков. Заведующий отделом культуры ЦК КП Узбекистана внес на рассмотрение высших партийных инстанций вопрос о замене кириллической основы узбекской письменности арабским алфавитом. Такая «коренизация» не имела поддержки и была осуждена московским руководящим центром в лице М. А. Суслова.
15 марта 1959 года С.Камалов снят с должности за «допущенное засорение кадров политически неблагонадёжными элементами» и «примиренчески-покровительственное отношение к националистическим проявлениям».
- С марта 1959 по апрель 1962 года — председатель Ферганского облисполкома.
- В 1962—1965 годах — заместитель начальника Главного управления хлебопродуктов УзССР.
- В 1965—1970 годах — 1-й заместитель министра хлебопродуктов УзССР.
- В 1970—1980 годах — заместитель министра заготовок УзССР.

С мая 1980 года персональный пенсионер союзного значения. Похоронен в Ташкенте.
Депутат Верховного Совета СССР 2-5 созывов (1946—1962). Член ЦРК КПСС в 1956—1961 годах.